# Snov
Snov (en rus Снов) és un riu de Rússia, passa per l'óblast de Briansk a Rússia i per la província de Txerníhiv a Ucraïna. És un afluent per la dreta del Desnà. Té una longitud de 253 km i una conca de 8.700 km². Es glaça entre novembre i finals de gener i roman congelat fins a març o començaments d'abril.